# Unité de rack

Rack avec des exemples de différentes tailles de composants.

Une section type de rail de rack montrant la répartition des cotes mécaniques.

Une unité de rack (symbole U) désigne la hauteur normalisée d'un équipement électronique conçu pour être monté dans un rack. Une unité de rack mesure 1,75 pouce (soit 44,45 mm) de haut.
Par pure coïncidence, 1U équivaut précisément à 1 vershok, qui est une autre unité de longueur russe aujourd'hui obsolète.
Alors que l'unité de rack décrit la hauteur en multiples de U à la fois pour les racks 19 pouces et les racks 23 pouces de large, ce sont les racks de 19 pouces de large qui sont les plus couramment utilisés.
Les racks 23 pouces sont issus d'un standard de la compagnie Western Electric. Ils sont toujours employés dans les installations historiques de l'ESLT/ESLC.
La hauteur d'un équipement qui peut être monté en rack (on dit aussi « équipement rackable ») est généralement exprimée en multiples de U. Par exemple, une unité de rack s'écrit « 1U », deux unités de rack « 2U » et ainsi de suite.

## Configurations
Un rack mesure typiquement 42U de haut, soit un peu plus de six pieds (soit 1,86 m). Un rack de « mi-hauteur » mesure entre 18 et 22U, soit environ 3 pieds (0,9144 m).
La hauteur d'un panneau de façade de rack n'a pas une dimension qui est un exact multiple de 1,75 pouce (44,45 mm). Pour laisser du jeu entre les côtés des équipements montés en rack, un panneau de façade mesure 1⁄32e de pouce (0,031 pouce ou 0,79 mm) de moins en hauteur que le nombre total d'unités de rack qui le définit. Ainsi, un panneau de façade 1U ne mesure pas 1,75 pouce mais mesure en pratique 1,719 pouce (43,66 mm) de haut. Si n est le nombre d'unités de rack, la formule donnant la hauteur d'un panneau de façade est h = 1,750n − 0,031 pour une valeur en pouces, et h = 44,45n − 0,79 pour une valeur en mm.
La longueur d'une unité de rack est basée sur le standard défini par l'EIE-310. L'Eurocard spécifie l'unité de rack U en tant qu'unité de hauteur mais il définit également une unité similaire, le pas horizontal (horizontal pitch ou HP en anglais), utilisé pour mesurer la largeur de l'équipement monté en rack.
La distance entre les trous de montage (comme illustré à droite) diffère entre une baie 19 pouces et une baie 23 pouces : la baie 19 pouces utilise un espacement inégal (comme illustré à droite), tandis qu'une baie 23 pouces utilise des espaces réguliers entre les trous de montage.
Bien qu'il soit appelé rack 19 pouces, la véritable dimension de montage d'un rack 19 pouces est de 18,312 pouces (soit 465 mm) de large, de bord à bord.
Le type de filetage employé peut varier en fonction de la baie. Ceux-ci peuvent être taraudés 10-32 (filetage unifié standard), taraudés 12-24 ou présenter des inserts universels appelés « trous carrés ». L'utilisation des trous carrés universels est de plus en plus commun et permet l'insertion d'écrous cage remplaçables en fonction du type de filetage nécessaire, ce qui permet plus de flexibilité.
| Unités de rack | Pouces | mm       |
| -------------- | ------ | -------- |
| 1U             | 1,75   | 44,45    |
| 2U             | 3,5    | 88,9     |
| 3U             | 5,25   | 133,35   |
| 4U             | 7,0    | 177,8    |
| 5U             | 8,75   | 222,25   |
| 6U             | 10,5   | 266,70   |
| 7U             | 12,25  | 311,15   |
| 8U             | 14,0   | 355,6    |
| 9U             | 15,75  | 400,05   |
| 10U            | 17,5   | 444,5    |
| 11U            | 19,25  | 488,95   |
| 12U            | 21,0   | 533,40   |
| 13U            | 22,75  | 577,85   |
| 14U            | 24,5   | 622,30   |
| 15U            | 26,25  | 666,75   |
| 16U            | 28,0   | 711,2    |
| 17U            | 29,75  | 755,65   |
| 18U            | 31,5   | 800,1    |
| 19U            | 33,25  | 844,55   |
| 20U            | 35,0   | 889,0    |
| 21U            | 36,75  | 933,45   |
| 22U            | 38,5   | 977,90   |
| 23U            | 40,25  | 1 022,35 |
| 24U            | 42,0   | 1 066,80 |
| 25U            | 43,75  | 1 111,25 |
| 26U            | 45,5   | 1 155,7  |
| 27U            | 47,25  | 1 200,15 |
| 28U            | 49,0   | 1 244,60 |
| 29U            | 50,75  | 1 289,05 |
| 30U            | 52,5   | 1 333,5  |
| 31U            | 54,25  | 1 377,95 |
| 32U            | 56,0   | 1 422,4  |
| 33U            | 57,75  | 1 466,85 |
| 34U            | 59,5   | 1 511,30 |
| 35U            | 61,25  | 1 555,75 |
| 36U            | 63,0   | 1 600,2  |
| 37U            | 64,75  | 1 644,65 |
| 38U            | 66,5   | 1 689,10 |
| 39U            | 68,25  | 1 733,55 |
| 40U            | 70,0   | 1 778,0  |
| 41U            | 71,75  | 1 822,45 |
| 42U            | 73,5   | 1 866,9  |